# Danubio FC
Danubio Fútbol Club, Danubio, är en fotbollsklubb i Montevideo, Uruguay. Klubben grundades 1 mars 1932. Laget spelar sina hemmamatcher på Jardines Del Hipódromo med dräktfärgerna vitt och svart.

## Historia
Danubio grundades av bröderna Miguel och Juan Lazaroff som var födda i Bulgarien, tillsammans med studenter från skolan "Republica de Nicaragua" i Montevideo. Klubben fick sitt namn efter floden Donau (Danubio på spanska), och dräktens färger (svart och vitt) var en hyllning till 1932 års vinnare av Primera División, Montevideo Wanderers. Man hade då vertikala ränder på tröjan, men på 1940-talet ändrade man uppsättningen till att ha en diagonal rand över bröstet då flera andra lag hade en liknande uppsättning. Man tog inspiration från River Plate, med dess diagonala rand, och bär den uppsättningen än idag.

## Meriter
- Primera División: 3 (1988, 2004, 2007)
- Segunda División: 3 (1945, 1960, 1970)
- Tercera División: 1 (1943)

### Internationella meriter
- Trofeo El Olivo (Spanien): 1989
- Trofeo Ciudad de Granada (Spanien): 1989
- IV Memorial Massimino (Italien): 2004
- I Team Estate (Italien): 2004

## Kända spelare
Se också Spelare i Danubio
- Fabián Carini
- Edinson Cavani
- Javier Chevantón
- Walter Gargano
- Álvaro Recoba
- Rubén Sosa
- Marcelo Zalayeta

## Kända tränare
Se också Tränare i Danubio
- Óscar Tabárez